# 桜小路かのこ
桜小路 かのこ（さくらこうじ かのこ、8月1日 - ）は、日本の漫画家。東京都出身。血液型はAB型。

## 来歴・人物
1999年、「ライブがはねたら」で第45回小学館新人コミック大賞の少女・女性部門にて入選。翌年、同作品が小学館『別冊少女コミック』4月5日号に掲載されデビュー。以後は『Betsucomi』を中心に活動している。
2009年に『BLACK BIRD』で、第54回 (平成20年度) 小学館漫画賞少女向け部門を受賞した。

## 作品リスト
- 鈴ちゃんの猫（全2巻）
- その白衣を脱いで
- 「ごっこ」-恋愛遊戯-
- Baby,Star
- やさしい手
- 楽屋裏王子
- 楽園
- ゆるされていない私たち
- 極付 楽屋裏王子
- 王様の質屋
- 英国貴族御用達
- BLACK BIRD （全18巻）
  - BLACK BIRD公式ファンブック
- ラストノーツ（全3巻）
- 青楼オペラ（全12巻）
- こぼしたミルクを嘆いても[3]（『ベツコミ』2020年5月号）
- 8!〜エイト〜（『ベツコミ』2022年5月号[4] - 2023年6月号[5]）※第1部完[6]
- 天使の素描[7][8][9]（『月刊flowers』2022年9月号）
- 蜜と劇薬（『ベツコミ』2023年12月号[10] - 、既刊3巻）

以下ノベライズ
- BLACK BIRD - MISSING - （著:時海結以）